# Acraea leucographa
Acraea leucographa är en fjärilsart som beskrevs av Ribbe 1889. Acraea leucographa ingår i släktet Acraea och familjen praktfjärilar. Inga underarter finns listade i Catalogue of Life.

## Bildgalleri

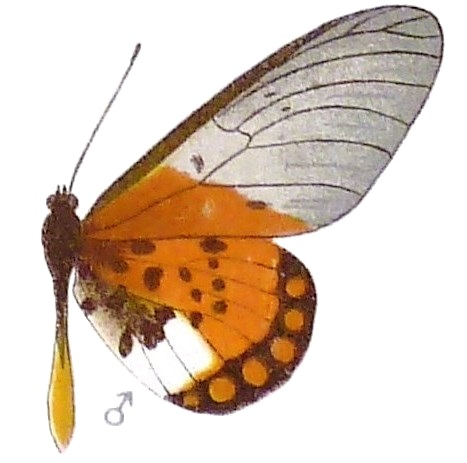